# Caso formal
El caso formal es un caso gramatical que transmite el sentido de hacer una condición como cualidad. Se puede encontrar en el idioma húngaro , es más comúnmente conocido como caso esivo-formal.